# Херберт Граф
Херберт Граф (на немски: Herbert Graf) (1903-1973) е австро-американски режисьор на опери. Роден е във Виена през 1903 година в семейството на Макс Граф, австрийски актьор, критик и член на кръга на Фройд. Знае се, че младият Херберт Граф е прототип на образа на „Малкия Ханс“, обсъждан в изследването на Фройд от 1909 г. „Анализа на фобия в едно петгодишно момче“.